# Bundesstraße 248
Pour les articles homonymes, voir Route 248.
La Bundesstraße 248 est une Bundesstraße des Länder de Basse-Saxe et de Saxe-Anhalt.

## Géographie
Le B 248 est d'une grande importance pour le trafic longue distance entre Northeim et Seesen. En cas d'embouteillage sur l'A 7 longeant l'itinéraire, le trafic est détourné par la Bundesstraße 248. Cela entraîne une augmentation du trafic dans les villes voisines.

## Histoire
La section sud de l'actuelle Bundesstrasse 248 entre Northeim et Brunswick est appelée Frankfurter Strasse dans le duché de Brunswick et est agrandie en une chaussée entre 1786 et 1794. À Northeim, cette route fusionne avec la B 3, qui a les mêmes travaux en même temps.
La partie médiane de la route entre Brunswick et Wolfsburg acquiert une chaussée entre 1805 et 1816 et est appelée Berliner Straße.
La section nord entre Wolfsburg et Salzwedel est construite entre 1853 et 1855 sous le nom de Kreischaussee, construite uniquement aux frais des districts concernés.
Le tronçon de la route entre Brunswick et Seesen est Fernverkehrsstraße en 1932, Reichsstrasse à partir de 1934 et désigné Reichsstrasse 64. La Reichsstrasse 248 entre Northeim et Salzwedel est vers 1937.
La route est interrompue par la division de l'Allemagne et n'est de nouveau praticable que depuis fin 1989, lorsque des passages frontaliers sont  établis entre Brome et Mellin (le 18 novembre) et entre Salzwedel et Lübbow.

## Source
- (de) Cet article est partiellement ou en totalité issu de l’article de Wikipédia en allemand intitulé « Bundesstraße 248 » (voir la liste des auteurs).

1. ↑  (de) « Die Bundes- und Reichsstraßen in Deutschland - Nr. 166 bis 327 » [archive du 18 février 2009], sur home.arcor.de (consulté le 16 juillet 2025)